# Sopotschnaja (Jenissei)
Die Sopotschnaja (russisch Сопочная) ist ein etwa 37 km langer, nördlicher bzw. rechtsseitiger Nebenfluss des Jenissei und zugleich dessen letzter Zufluss vor Einmündung in den Jenisseigolf, im Norden Sibiriens, im Nordwesten der Region Krasnojarsk und somit im Norden Russlands (Asien).

## Verlauf
Die Sopotschnaja entspringt in hügeliger Landschaft im Westteil des Nordsibirischen Tieflands und fließt in überwiegend südlicher Richtung durch unbesiedeltes Gebiet, um östlich des Kap Sopotschnaja Karga in den dort etwa von Südosten kommenden Jenissei, kurz vor dessen Übergang in den Jenisseigolf (Karasee), bzw. in die Bucht Sopotschnaja Karga zu münden.

## Flora, Fauna, Klima, Eisgang
Die Sopotschnaja fließt durch Landschaften aus Frostschuttwüsten und Tundra mit Moosen und Flechten. Die Winter sind lang und extrem kalt, die Sommer kurz und kalt. Der Fluss ist etwa von Oktober bis Anfang Mai von Eis bedeckt. Wenn im Sommer der Permafrostboden antaut und Eis und Schnee schmelzen, entstehen oft Hochwasser, die der Fluss in seine als Schwemmkegel ausgebildete Mündung treibt. 